# Craspedopomatidae
Craspedopomatidae is een familie van weekdieren uit de klasse van de Gastropoda (slakken).